# Brenden Morrow
Brenden Morrow (ur. 16 stycznia 1979 w Carlyle, Saskatchewan) – kanadyjski hokeista, reprezentant Kanady, olimpijczyk.
Jego ojczymem jest Guy Carbonneau (ur. 1960), były hokeista, który również występował w Dallas Stars.

## Kariera

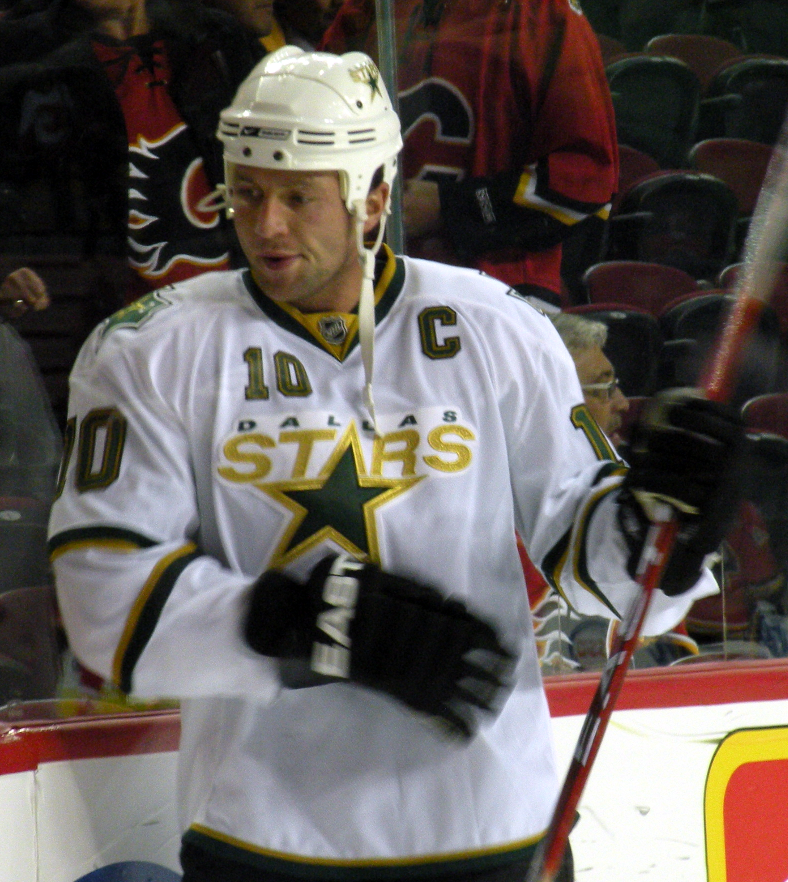
Brenden Morrow w barwach Dallas Stars (2009)

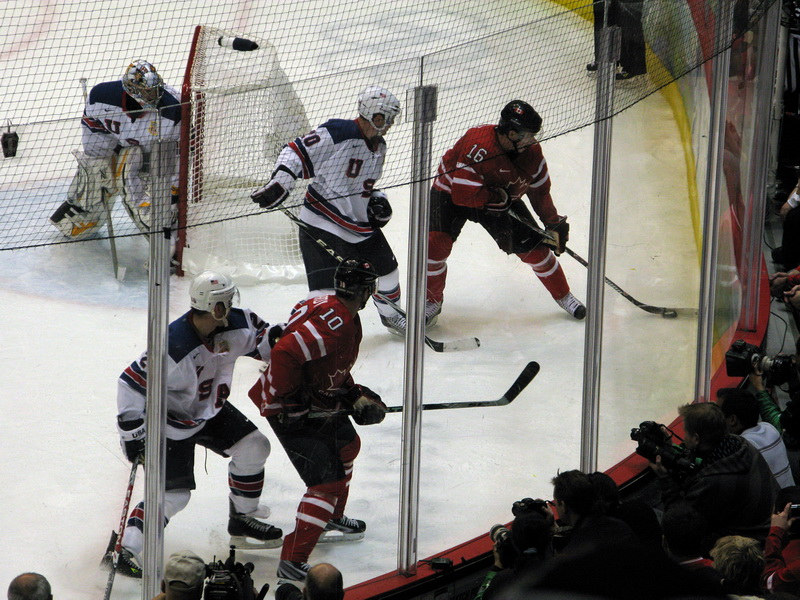
Brenden Morrow w barwach Kanady (na pierwszym planie w czerwonej koszulce z nr 10) podczas ZIO 2010

- Portland Winterhawks (1995–1999)
- Michigan K-Wings (1999)
- Dallas Stars (1999–2004, 2005–2013)
  -  Oklahoma City Blazers (2004–2005)
- Pittsburgh Penguins (2013)
- St. Louis Blues (2013–2014)
- Tampa Bay Lightning (2014–2015)

Od 1999 do 2013 zawodnik Dallas Stars. Od 2006 roku kapitan tej drużyny. 24 marca 2013 podpisał kontrakt z Pittsburgh Penguins. Został zawodnikiem klubu w toku wymiany – do Dallas z Pittsburgha został przekazany Kanadyjczyk Joe Morrow (obaj hokeiści nie są spokrewnieni). Od września 2013 zawodnik St. Louis Blues. Od lipca 2014 zawodnik Tampa Bay Lightning. W marcu 2016 ogłosił zakończenie kariery.
Uczestniczył w turniejach mistrzostw świata w 2001, 2002, 2004, 2005, Pucharu Świata 2004 oraz na zimowych igrzyskach olimpijskich 2010.

## Sukcesy
Reprezentacyjne
- Srebrny medal mistrzostw świata juniorów do lat 20: 1999
- Złoty medal mistrzostw świata: 2004
- Srebrny medal mistrzostw świata: 2005
- Puchar Świata: 2004
- Złoty medal zimowych igrzysk olimpijskich: 2010

Klubowe
- Ed Chynoweth Cup - mistrzostwo WHL: 1998 z Portland Winterhawks
- Memorial Cup - mistrzostwo CHL: 1998 z Portland Winterhawks

Indywidualne
- WHL West First All-Star Team: 1999
- CHL Third All-Star Team: 1999
- Mistrzostwa świata juniorów w hokeju na lodzie 1999:
  - Pierwsze miejsce w klasyfikacji asystentów turnieju: 7 asyst
- Sezon NHL (2001/2002):
  - NHL YoungStars Game: 2002

## Statystyki
| 1995–96   | Portland Winter Hawks | WHL       | 65  | 13  | 12  | 25  | 61   | 7  | 0  | 0  | 0  | 8   |
| 1996–97   | Portland Winter Hawks | WHL       | 71  | 39  | 49  | 88  | 178  | 6  | 2  | 1  | 3  | 4   |
| 1997–98   | Portland Winter Hawks | WHL       | 68  | 34  | 52  | 86  | 184  | 16 | 10 | 8  | 18 | 65  |
| 1998–99   | Portland Winter Hawks | WHL       | 61  | 41  | 44  | 85  | 248  | 4  | 0  | 4  | 4  | 18  |
| 1999–00   | Michigan K-Wings      | IHL       | 9   | 2   | 0   | 2   | 18   | —  | —  | —  | —  | —   |
| 1999–00   | Dallas Stars          | NHL       | 64  | 14  | 19  | 33  | 81   | 21 | 2  | 4  | 6  | 22  |
| 2000–01   | Dallas Stars          | NHL       | 82  | 20  | 24  | 44  | 128  | 10 | 0  | 3  | 3  | 12  |
| 2001–02   | Dallas Stars          | NHL       | 72  | 17  | 18  | 35  | 109  | —  | —  | —  | —  | —   |
| 2002–03   | Dallas Stars          | NHL       | 71  | 21  | 22  | 43  | 134  | 12 | 3  | 5  | 8  | 16  |
| 2003–04   | Dallas Stars          | NHL       | 81  | 25  | 24  | 49  | 121  | 5  | 0  | 1  | 1  | 4   |
| 2004–05   | Oklahoma City Blazers | CHL       | 19  | 8   | 14  | 22  | 31   | —  | —  | —  | —  | —   |
| 2005–06   | Dallas Stars          | NHL       | 81  | 23  | 42  | 65  | 183  | 5  | 1  | 5  | 6  | 6   |
| 2006–07   | Dallas Stars          | NHL       | 40  | 16  | 15  | 31  | 33   | 7  | 2  | 1  | 3  | 18  |
| 2007–08   | Dallas Stars          | NHL       | 82  | 32  | 42  | 74  | 105  | 18 | 9  | 6  | 15 | 22  |
| 2008–09   | Dallas Stars          | NHL       | 18  | 5   | 10  | 15  | 49   | —  | —  | —  | —  | —   |
| 2009–10   | Dallas Stars          | NHL       | 76  | 20  | 26  | 46  | 69   | —  | —  | —  | —  | —   |
| 2010–11   | Dallas Stars          | NHL       | 82  | 33  | 23  | 56  | 76   | —  | —  | —  | —  | —   |
| 2011–12   | Dallas Stars          | NHL       | 57  | 11  | 15  | 26  | 97   | —  | —  | —  | —  | —   |
| NHL razem | NHL razem             | NHL razem | 806 | 237 | 280 | 517 | 1185 | 78 | 17 | 25 | 42 | 100 |

GP = mecze, G = gole, A = asysty, Pkt = Punktacja kanadyjska, MIN = minuty spędzone na ławce kar